# Jeronimas Kačinskas
Jeronimas Kacinskas (født 17. april 1907 i Viduklė, Kovno guvernement i Det Russiske Kejserrige (i dag beliggende i Litauen), død 15. september 2005 i Boston, Massachusetts, USA) var en litauisk født amerikansk komponist, organist og lærer.
Kacinskas studerede komposition på Nationalkonservatoriet i Litauen og senere på Musikkonservatoriet i Prag. Han skrev orkesterværker, symfoniske digtninge, koncertmusik, kammermusik, opera, korværker, sange, orgelstykker etc.
Kacinskas underviste som lærer i komposition på Musikkonservatoriet i Vilnius. Han kom i 1949 til USA, hvor han blev organist i Boston, Massachusetts, og senere lærer i komposition på Berklee College of Music (1967-1986).

## Udvalgte værker
- Symfonisk fantasi nr. 1 og 2 (1940, 1960) - for orkester
- Koncert (1931) - for trompet og orkester
- Koncert (1962) - for fløjte og strygeorkester
- 4 Strygekvartetter (1937-1997)
- Saxofonkvartet nr. 1 og 2 (1967, 1975) - for 4 saxofoner
- Variationer (1929) - for klaver